# 孟加拉国—印度飞地

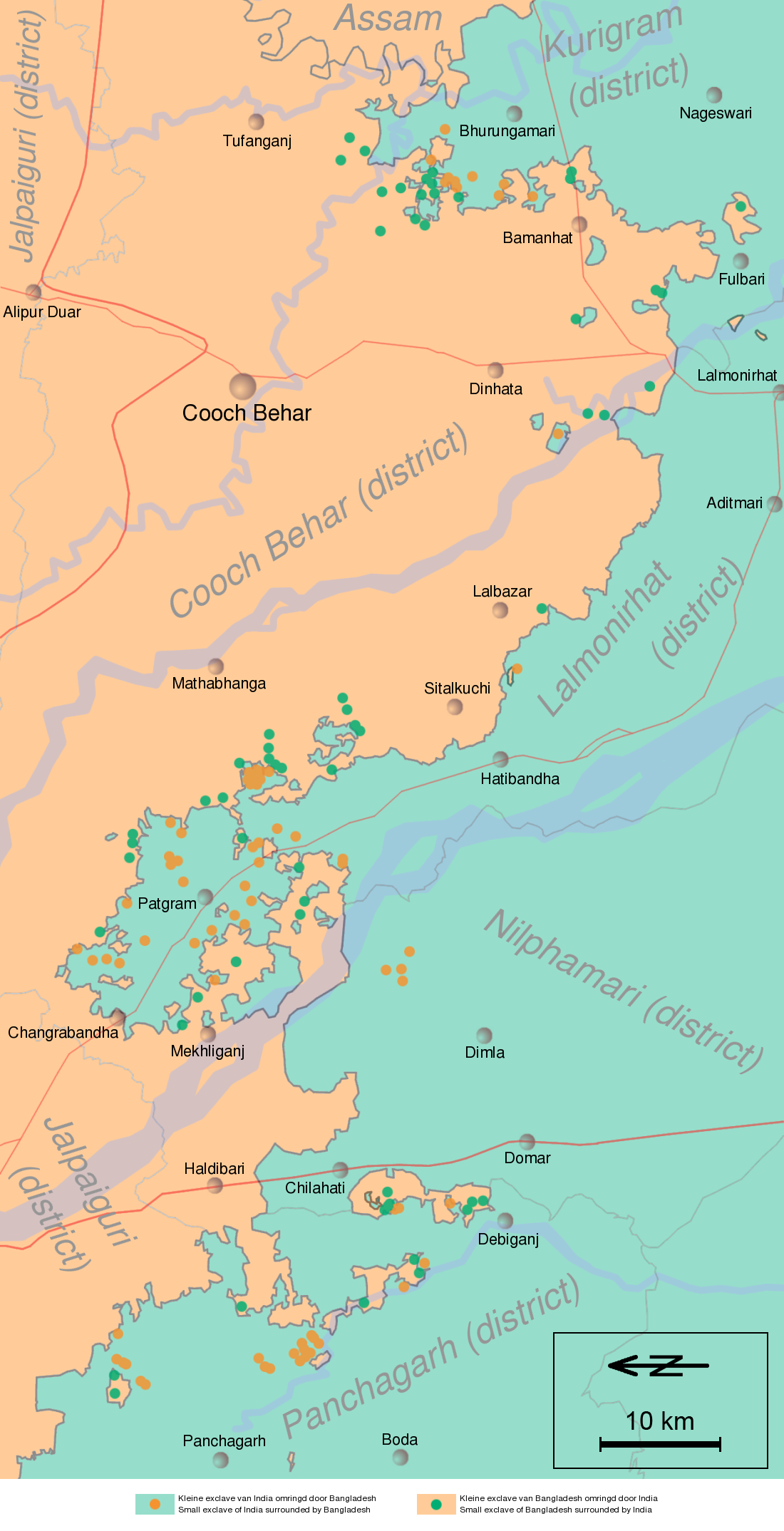
飛地的分布情形。此圖上方朝東，印度為橙色，孟加拉為青色。

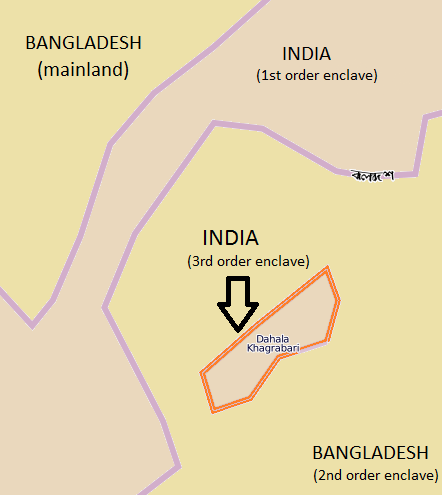
世界上唯一僅有的三級飛地為達阿拉卡各布列（Dahala Khagrabari）：為印度領土，位於一個孟加拉飛地內，而該孟加拉飛地又位於一個印度飛地內，而此印度飛地又位於孟加拉境內。土地面積小於7000平方公尺。 (Maps)

印度-孟加拉間飛地（羅馬化：chhit mohol、chitmohol）是指位於印度西孟加拉邦和孟加拉国邊界上一系列的飛地。雙方在對方領土內都有複雜分布的飛地，許多飛地中還包含了另一個飛地（二級飛地），甚至二級飛地中還有另一個飛地（三級飛地）；印度境內有71個孟加拉国飛地（28個一級飛地），而孟加拉境內則有102個飛地（96個一級飛地）；目前居住在飛地的總人口為50,000—100,000人。由於生活在該系列飛地裡的居民長期存在教育、水電、醫療、交通、犯罪、食物和水等困境，两国一直谋求在领土问题上达成交换协议，但是印度國会一直以来并未通过相关讨论。直到2015年6月6日，時任印度總理的納倫德拉·莫迪前往孟加拉首都達卡與孟加拉国總理謝赫·哈西娜共同簽署了一份領土互換協議，這才標誌着兩國之間長達68年的邊境飛地問題宣告結束，而協議使印度合共失去40平方公里的領土。

## 歷史
根據未被證實的民間傳說，這些飛地最初是被兩位地方國王當作遊戲競賽的賭注，導致邊界如此複雜難定。而根據歷史記載，這些領土歸屬的爭議可能來自於庫齊比哈爾王國國王和蒙兀兒帝國皇帝於1713年的協議，當時雙方停止戰爭後並未明確決定一條真正的疆界以決定領土屬於哪方。
1947年印度分裂後，朗布尔县加入東巴基斯坦，而科奇比哈爾地區則被劃入印度領土；原先這些非飛地的談判由印度和巴基斯坦進行，待東巴基斯坦正式成為獨立國家孟加拉後雙方又必須重新談判；1974年雙方同意若不交換飛地，至少也要協助這些飛地的方便，孟加拉很快便批准了該項協議，但是印度國內由於政治敏感性而未能達成目標。主因是孟加拉所得飛地面積（17160英亩），幾乎是印度所得飛地面積（7110英亩）的二倍半。
2011年雙方再度重啟對話，最後仍以失敗告終。2015年6月6日，印度总理纳伦德拉·莫迪在他访问孟加拉国首都达卡时批准了交换飞地的协议。两国外交部长在莫迪和孟加拉国总理谢赫·哈西娜的见证下签署了这一协议。基于该协议，印度将获得51块位于印度本土的孟加拉国飞地（7110英亩），孟加拉国则将获得位于孟加拉国本土的111块印度飞地（17160英亩）。居住在这些飞地的居民若无国籍，根据协议可以自行选择印度或孟加拉国作为他们的国籍。两国总共签署了22项协议包括海洋安全及打击印度假币。
2015年7月31日午夜零時，印度與孟加拉兩國正式交換邊境飛地。此後，兩國之間的飛地僅餘孟加拉所屬的達哈格拉姆-安加爾波塔一塊。

## 外部連結
- Brendan R. Whyte, "Waiting for the Esquimo: An historical and documentary study of the Cooch Behar enclaves of India and Bangladesh"  (SAGES, University of Melbourne, 2002, revised 2004)
- "Teen Bigha corridor cannot be used for Power supply to Dahogram–Angorpotha Enclaves" at The Daily Star.Net （页面存档备份，存于）
- Map showing the locations of the enclaves（页面存档备份，存于） from http://geosite.jankrogh.com/cooch_behar.htm （页面存档备份，存于）
- Mansi Mehrotra Management of India-Bangladesh Border
- https://web.archive.org/web/20120306003711/http://www.amanpanchayat.org/index.php?option=com_content&task=view&id=73
- http://www.india-seminar.com/2002/510/510%20urvashi%20butalia.htm （页面存档备份，存于）
- http://www.tribuneindia.com/2006/20060104/nation.htm#17 （页面存档备份，存于）